# Föredetting
En föredetting är någon som tidigare har haft en position av något slag. Det finns flera synonymer som används i olika sammanhang, varav just ordet föredetting ofta har en något negativ klang. Jämför alumn och emeritus.
Ordet betecknar ofta en person som tidigare varit lyckad och/eller uppmärksammad inom sitt område men som inte längre presterar lika bra eller som inte får samma uppmärksamhet som tidigare. Ofta handlar det om kändisar, som i allmänhetens ögon kan degraderas till "b-kändisar" för att till slut hamna som föredettingar.